# Pobojnost
Pobojnost ugovora pojam je koji označava da ugovor stvara namjeravane pravne učinke kao i valjani pravni posao, ali da ti učinci mogu biti poništeni. Važno je naglasiti da se pobojne pravne poslove može izjednačiti s valjanima i oni će proizvoditi namjeravane učinke tako dugo sve dok ne budu poništeni, ako uopće budu poništeni. Također, pobojnost na postoji u općem interesu, tj. sud na nju ne pazi po službenoj dužnosti.

## Razlozi pobojnosti
Razlozi pobojnosti su ograničena poslovna sposobnost strane, tri mane volje (bitna zabluda, prijevara i prijetnja) te drugi razlozi određeni ZOO-om ili posebnim propisima.

## Opseg pobojnosti
U pravilu ne postoji djelomična pobojnost, nego ona nastupa odmah čim barem jedan element ugovora ima za to pravnu osnovu. Ipak, postoji malen broj iznimaka kada može nastati i djelomična pobojnost.

## Posljedice pobojnosti
Posljedica pobojnog ugovora jest ta da može biti raskinut, što znači prestanak obveze dužnika i prava potraživanja vjerovnika.